# Иридодиализ
 Иридодиализ  , иногда известный как  coredialysis  , является локализованным разделением или отторжением  радужной оболочки от цилиарного тела .

## Причины
Иридодиализ, как правило, следствие непроникающей травмы  глаза ,  но также может быть вызван и проникающей травмой глаза . Иридодиализы могут быть следствием ятрогенных осложнений любой внутриглазной хирургии  и в том случае, когда они  создаются намеренно при интракапсулярной экстракции катаракты.
Были сообщения о происхождении иридодиализа от бокса , разворачивания подушки безопасности, струи воды высокого давления, упругих банджи-шнуров , бутылочных пробок, открытых под давлением, водных шаров, фейерверков   и различных типов мячей .

## Симптомы и признаки
Те, у которых незначительный иридодиализ, у тех он может быть бессимптомным и не требовать никакого лечения, но те, у которых  большой иридодиализ,  может быть корэктопия или поликория и  диплопия , блики , или светобоязнь . Иридодиализу часто сопутствует снижение угла  и может привести к глаукоме  или гифеме . Может также случиться гипотония.

## Лечение и уход
Иридодиализ, осложненный гифемой, требует тщательного ухода, и повторные кровотечения должны быть предотвращены путём строгого избежание всех спортивных мероприятий. Уход, как правило, включает в себя наблюдение и постельный режим . Красные клетки крови могут уменьшить отток водянистой влаги, поэтому глазное давление должно быть низким и следует давать оральный ацетазоламид (диуретик, способствующий снижению внутриглазного давления). Случайные травмы во сне должны быть предотвращены путём наложения на  глаз защитной повязки в ночное время. Следует избегать давать аспирин, гепарин / варфарин и контролировать ежедневно  рассасывание или прогрессирование. Большая гифема может потребовать тщательного промывания передней камеры. Повторное кровотечение может потребовать дополнительного вмешательства и лечения.
Позже, вопрос о хирургическом вмешательстве может рассматриваться в случае больших отрывов, приводящих к серьезной диплопии, косметическим  или бликовым симптомам. Хирургическое лечение обычно делается 10-0 наложением проленового шва на оторванный фрагмент радужки и пришиванием его к шпорам склеры  и узлу цилиарного тела.

## Осложнения
Травматический иридодиализ (в частности, в случае непроникающей травмы) имеет высокий риск для  спада угла, который может привести к глаукоме . Обычно, как правило, видят 100 дней или  три месяца после травмы, и, поэтому это называется «100 день Глаукомы» . При наличии глаукомы может понадобиться медикаментозное или хирургическое лечение с контролем ВГД. Мягкие непрозрачные контактные линзы могут быть использованы для улучшения косметики , и уменьшения ощущения диплопии.